# Langues méso-mélanésiennes

Carte des langues de la Mélanésie.

Les langues méso-mélanésiennes sont un groupe de 66 langues océaniennes (famille austronésienne), parlées en Papouasie-Nouvelle-Guinée et dans les îles Salomon.
Un de leurs principaux sous-groupe était qualifié de langues de Nouvelle-Irlande du Sud et des Salomon du Nord-Ouest (South New Ireland-Northwest Solomonic). Il comprend d'après Ethnologue.com 51 langues :
- 4 langues Choiseul : le babatana, le ririo, le vaghua et le varisi (îles Salomon) ;
- 4 langues Mono-Uruava : le minigir, le mono, le torau et l'uruava (Papouasie et îles Salomon) ;
- 10 langues Nehan-Bougainville du Nord : les langues Buka : le halia, le hakö  et le petats ; le nehan, le papapana
- 4 langues Saposa-Tinputz : le hahon, le saposa, le teop et le tinputz (Papouasie)
- le solos (Papouasie)
- 13 langues de Nouvelle-Géorgie : 11 à l'ouest : le dororo, le duke, le ghanongga, le guliguli, le hoava, le kazukuru, le kusaghe, le lungga, le roviana, le simbo et l'ughele (Salomon) ; 2 à l'est : le marovo et le vangunu (Salomon) ;
- 10 langues Patpatar-Tolai : le guramalum, le kandas, le konomala, le kuanua, le label, le patpatar, le ramoaaina, le siar-lak, le sursurunga et le tangga (Papouasie) ;
- 2 langues Piva-Banoni : le bannoni et le lawunuia (Papouasie)
- 7 langues Santa Isabel : 2 occidentales : le laghu et zabana (Salomon) ; 3 centrales : le blablanga, le kokota et le zazao ; 2 orientales : le cheke holo et le gao (Salomon) ;
- le bilur (Papouasie).

En linguistique, les langues que l'on appelait autrefois « mélanésiennes », parlées dans les divers archipels de la Mélanésie (Papouasie-Nouvelle-Guinée, îles Salomon, Vanuatu, Nouvelle-Calédonie, Fidji), ne correspondent à aucun groupement génétique homogène. Un tel groupe incluant toutes ces langues devrait englober l'ensemble des langues océaniennes, à l'exception des deux sous-groupes micronésien et polynésien.